# Liste der Bischöfe von Cefalù
Die folgenden Personen waren Bischöfe des Bistums Cefalù auf Sizilien (Italien):
- Niketas (erwähnt 869 und 870 als Teilnehmer des Vierten Konzils von Konstantinopel)

… (Wiedergründung 1131)
- Iocelmus (1131–1150)
- Harduinus (1150–1156), Elekt
- Daniel (erwähnt 1157), Elekt
- Boso (1157–1172), Elekt, ab 1166 als Bischof
- Guido da Anagni (1175–1193)
- Benedikt (1194)
- Johannes de Cicala (1195–1216)
- Aldoin (1217–1248)
- Riccardus de Logotheta (1249–1253)
- Thomas Fusconis de Berta, O.P. (1253) (danach Bischof von Siena seit Dezember 1253)
- Johannes Stephani de Urbe (1254–1271), bis 1266 im Exil
- Petrus de Taurino (1271–1274)
- Johannes Francigena (1275–1280)
- Iuncta de magistro Benintendi (1281–1303)
- Giacomo da Narni (1304–1323)
- Ruggero di Benincasa oder di San Giovanni (1324–1329)
- Tommaso Buttiglieri oder da Butera (1329–1333)
- Roberto Campolo oder da Messina OFM (1333–1340)
- Giovanni da Mileto (1340)
  - Pietro de Pietro oder da Caltagirone (1342) (Elekt, illegitim)
- Galgano Boccadibue oder Blasio OFM (1342–1351)
- Nicolò (1353–1387)
- Guglielmo de Salamone (1388–1398)
- Giuliano Milito OP (1398–1410)
  - Giovanni de Paludibus (1411) (Elekt, illegitim)
- Andrea de Campisio (1412–1412)
- Antonio Acciaiuoli da Firenze (1412–1417)
- Filippo da Butera (1417–1421)
- Antonio Ponticorona OP (1422–1445) (danach Bischof von Agrigent)
- Luca de Sarzana OFM (1445–1471)
- Giovanni Gatto (1472–1475) (auch Bischof von Catania)
- Bernardo Margarit (1475–1479) (danach Bischof von Catania)
- Giovanni Gatto (1479–1484)
  - Enrico D’Aragona (1484–1484) (Elekt)
- Francesco Vitale da Noja OFM (1484–1492)
- Francesco Orsini (1492)
- Francesco de Luna (1494–1496)
- Paolo de Cavalleria (1495–1496) (vorher Bischof von Malta)
- Lazzaro (1496)
- Rinaldo Montoro e Landolina OP (12. Oktober 1496–1511)
- Juan Requeséns (1512–1516)
- Juan Sánchez (1517–1518)
- Guillén–Ramón de Vich y de Vallterra (1518–1525)
- Francisco de Aragón (1525–1561)
- Antonio Lo Faso (1561–1561)
- Antonio Faraone (1562–1568) (auch Bischof von Catania)
- Rodrigo Vadillo OSB (1569–1577)
- Ottaviano Preconio (1578–1587)
- Francesco Gonzaga O.F.M.Obs. (1587–1593) (auch Bischof von Pavia)
- Nicolò Stizzia (1594–1595)
- Manuel Quero Turillo (1596–1605)
- Pietro Maria Bisnetti OFM (1606–1607) (auch Bischof von Trivento)
- Martino Mira (1607–1619)
- Manuel Esteban Muniera O. de M. (1621–1631)
- Ottavio Branciforti (1633–1637) (auch Bischof von Catania)
- Pietro Corsetto (1638–1643)
- Marco Antonio Gussio (1644–1650) (auch Bischof von Catania)
- Francesco Gisulfo e Osorio (1650–1658) (auch Bischof von Agrigent)
- Giovanni Roano e Corrionero (1660–1674) (auch Erzbischof von Monreale)
- Matteo Orlando (1674–1695)
- José Sanz de Villaragut OFM (1696–1698)
- Sedisvakanz (1698–1702)
- Matteo Muscella O.F.M.Obs. (1702–1716)
- Sedisvakanz (1716–1732)
- Domenico Valguarnera, C.O. (1732–1751)
- Agatino Maria Riggio Statella (1752–1755)
- Gioacchino Castelli (1755–1788)
- Francesco Vanni, C.R. (1789–1803)
- Domenico Spoto (1804–1808)
- Sedisvakanz (1808–1814)
- Giovanni Sergio (1814–1827)
- Pietro Tasca (1827–1839)
- Sedisvakanz (1839–1844)
- Giovanni Maria Visconte Proto OSB (1844–1854)
- Sedisvakanz (1854–1857)
  - Filippo Cangemi (1857) (Elekt)
- Ruggero Blundo OSB (1858–1888)
- Gaetano d’Alessandro (1888–1906)
- Anselmo Evangelista Sansoni OFM (1907–1921)
- Giovanni Pulvirenti (1922–1933)
- Emiliano Cagnoni (1934–1969)
- Calogero Lauricella (1970–1973)
- Salvatore Cassisa (1973–1978)
- Emanuele Catarinicchia (1978–1987)
- Rosario Mazzola (1988–2000)
- Francesco Sgalambro (2000–2009)
- Vincenzo Manzella (2009–2018)
- Giuseppe Marciante (seit 2018)